# Coupe de Tunisie de football 2008-2009
Navigation
Coupe de Tunisie 2007-2008 Coupe de Tunisie 2009-2010
La coupe de Tunisie de football 2008-2009 est la 52e édition de la coupe de Tunisie, la 77e depuis 1923. C'est une compétition à élimination directe mettant aux prises des centaines de clubs de football amateurs et professionnels à travers la Tunisie. Elle est organisée par la Fédération tunisienne de football (FTF) et ses ligues régionales.
L'Espérance sportive de Tunis est le tenant du titre.

## Résultats

### Premier tour préliminaire
- Matchs entre clubs de Ligue III Nord :
  - Avenir sportif de Oued Ellil - Association Mégrine Sport : 0 - 0 (3 - 2 t. a. b.)
  - Étoile olympique La Goulette Kram - Club olympique des transports : 1 - 0 (a. p.)
  - Club sportif de Makthar - Union sportive de Siliana : 2 - 1
  - Stade nabeulien - Union sportive de Bousalem : 0 - 2
  - Étoile sportive du Fahs - El Ahly Mateur : 1 - 1 (11 - 12 t. a. b.)
  - Club sportif de Menzel Bouzelfa - Grombalia Sport : 2 - 1

- Matchs entre clubs de Ligue IV Nord - Nord-Ouest :
  - Club sportif de Fouchana - Étoile sportive khemirienne : 0 - 1
  - Flèche sportive de Ras Jebel - Football Club de Jérissa : 3 - 0
  - Tinja Sports - Club sportif de Rouhia : Forfait
  - Mouldiet Manouba - Stade sportif de Téboursouk : 2 - 3
  - Dahmani Athlétique Club - Vague sportive de Menzel Abderrahmane : 2 - 2 (3 - 1 t. a. b.)
  - Avenir sportif de Mohamedia - Association sportive de Ghardimaou : 4 - 0
  - Jeunesse sportive de Tebourba - Étoile sportive de Tajerouine : 0 - 1

- Matchs entre clubs de Ligue IV Tunis - Nord-Est :
  - Avenir populaire de Soliman - Club sportif des cheminots : 2 - 3 (a. p.)
  - Espérance sportive de Tazerka - Sporting Club de Ben Arous : 0 - 2
  - Enfida Sports - Hirondelle sportive de Kalâa Kebira : 0 - 1
  - Lion sportif de Ksibet Sousse - Moltaka sportif de Bir Bouregba : 0 - 3
  - Étoile sportive de Radès - Jeunesse sportive d'El Omrane : 1 - 2
  - Football Club Hammamet - Ettadhamen Sports : Forfait
  - Astre sportif de Zaouiet Sousse - Stade soussien : 1 - 1 (7 - 6 t. a. b.)

- Qualifiés des ligues régionales (Ligue V) Nord :
  - Jeunesse sportive de La Soukra
  - El Alia Sports

- Matchs entre clubs de Ligue III Sud :
  - Océano Club de Kerkennah - Kalâa Sport : 1 - 0
  - Club sportif hilalien - Étoile sportive de Métlaoui : 1 - 2
  - Étoile olympique de Sidi Bouzid - Étoile sportive de Fériana : 1 - 0
  - Club olympique de Médenine bat La Palme de Tozeur Avenir
  - Sfax railway sport - Union sportive de Sbeïtla : 0 - 0 (4 - 2 t. a. b.)
  - Espoir sportif de Jerba Midoun - Stade sportif sfaxien : 0 - 1

- Matchs entre clubs de Ligue IV Centre :
  - Nasr sportif de Touza - Étoile sportive d'El Jem : 0 - 0 (3 - 4 t. a. b.)
  - Club Ahly sfaxien - Avenir sportif de Sbikha : 2 - 1
  - Avenir sportif de Louza - Club sportif de Hajeb El Ayoun : 2 - 3
  - Ennahdha sportive de Jemmal - En-Nadi Ahly de Bouhjar : 0 - 0 (3 - 1 t. a. b.)
  - Gazelle sportive de Bekalta - Croissant sportif chebbien : 0 - 1
  - Envoi sportif de Regueb - Aigle sportif de Téboulba : 0 - 1 (a. p.)
  - Avenir sportif de Rejiche - Sporting Club de Moknine : 2 - 0

- Matchs entre clubs de Ligue IV Sud :
  - Flèche sportive de Gafsa-Ksar - Avenir sportif de Lalla : 0 - 0 (4 - 2 t. a. b.)
  - Union sportive de Tataouine - Widad sportif d'El Hamma : 1 - 2 (a. p.)
  - Espoir sportif de Bouchemma - Croissant sportif de Redeyef : 2 - 0
  - Avenir sportif de Souk Lahad - Stade sportif gafsien : 0 - 4
  - Union sportive de Zarzis - Oasis sportive de Chenini : 2 - 3
  - Aigle sportif de Jilma - Football Mdhila Club : 0 - 0 (3 - 2 t. a. b.)
  - Oasis sportive de Kébili - Astre sportif de Degache : 3 - 3 (5 - 4 t. a. b.)

- Qualifiés des ligues régionales (Ligue V) Centre et Sud :
  - Nouhoudh sportif de Sidi Alouane
  - Union sportive de Sidi Bou Ali

### Deuxième tour préliminaire
- Nord :
  - Étoile olympique La Goulette Kram - Étoile sportive khemirienne : 1 - 0
  - Club sportif de Makthar - Flèche sportive de Ras Jebel : 1 - 0
  - Tinja Sports - Avenir sportif de Oued Ellil : 1 - 3
  - El Ahly Mateur - Club sportif des cheminots : 1 - 0
  - Stade sportif de Téboursouk - Dahmani Athlétique Club : 0 - 1
  - Sporting Club de Ben Arous - Hirondelle sportive de Kalâa Kebira : 2 - 1
  - El Alia Sports - Moltaka sportif de Bir Bouregba : 1 - 1 (qualification aux t. a. b.)
  - Jeunesse sportive d'El Omrane - Union sportive de Bou Salem : 3 - 2
  - Avenir sportif de Mohamedia - Étoile sportive de Tajerouine : 2 - 1
  - Astre sportif de Zaouiet Sousse - Jeunesse sportive de La Soukra : 0 - 2
- Club sportif de Menzel Bouzelfa - Football Club Hammamet : 1 - 2

- Sud :
  - Océano Club de Kerkennah - Flèche sportive de Gafsa-Ksar : 2 - 0
  - Étoile sportive de Métlaoui - Étoile olympique de Sidi Bouzid : 0 - 1
  - Widad sportif de Hamma bat Espoir sportif de Bouchemma
  - Club sportif de Hajeb El-Ayoun - Stade sportif gafsien : 2 - 3 (a. p.)
  - Oasis sportive de Chenini - Nouhoudh sportif de Sidi Alouane : 2 - 0
  - Ennahdha sportive de Jemmal - Croissant sportif chebbien : 2 - 1 (a. p.)
  - Aigle sportif de Téboulba - Sfax railway sport : 1 - 1 (a. p. 4 - 5 t. a. b.)
  - Aigle sportif de Jilma - Étoile sportive d'El Jem : 1 - 0
  - Stade sportif sfaxien - Club Ahly sfaxien : 2 - 1
  - Union sportive de Sidi Bou Ali - Oasis sportive de Kébili : 2 - 0
  - Avenir sportif de Rejiche - Club olympique de Médenine : 1 - 0

### 32ede finale
Aux 22 clubs qualifiés du tour précédent se joignent les quatorze clubs de Ligue II pour qualifier 18 clubs pour les seizièmes de finale.
- Étoile olympique La Goulette Kram - Olympique du Kef (Ligue II) : 0 - 1
- Club sportif de Makthar - Club sportif de Korba (Ligue II) : 1 - 0
- Stade africain de Menzel Bourguiba (Ligue II) - Avenir sportif de Oued Ellil : 1 - 0
- Étoile sportive de Béni Khalled (Ligue II) - Association sportive de l'Ariana (Ligue II) : 1 - 2
- Avenir sportif de Gabès (Ligue II) - Avenir sportif de Rejiche : 4 - 4 (6 - 5 t. a. b.)
- Espérance sportive de Zarzis (Ligue II) - Association sportive de Djerba (Ligue II) : 2 - 1
- Stade gabésien (Ligue II) - Océano Club de Kerkennah : 0 - 0 (a. p. 4 - 3 t. a. b.)
- Aigle sportif de Jilma - Union sportive de Ben Guerdane (Ligue II) : 1 - 2
- Stade sportif sfaxien - Croissant sportif de M'saken (Ligue II) : 1 - 3
- Union sportive de Sidi Bou Ali - El Makarem de Mahdia (Ligue II) : 0 - 1
- El Ahly Mateur - Jeunesse sportive kairouanaise (Ligue II) : 1 - 0
- Dahmani Athlétique Club - STIR sportive de Zarzouna (Ligue II) : 2 - 1
- Sporting Club de Ben Arous - El Alia Sports : 4 - 0
- Jeunesse sportive d'El Omrane - Avenir sportif de Mohamedia : 1 - 0
- Ennahdha sportive de Jemmal - Sfax railway sport : 0 - 2
- Jeunesse sportive de La Soukra - Football Club Hammamet : 1 - 0
- Étoile olympique de Sidi Bouzid - Widad sportif d'El Hamma : 1 - 0
- Stade sportif gafsien - Oasis sportive de Chenini : 2 - 1

### Seizièmes de finale
Ce tour est disputé par 32 clubs se répartissant ainsi :
- quatorze clubs de Ligue I ;
- neuf clubs de Ligue II ;
- quatre clubs de Ligue III ;
- quatre clubs de Ligue IV ;
- un club de Ligue V.

| Date             | Équipe 1                           | Équipe 2                        | Score 90 min | Score Prol. | Tirs au but |
| ---------------- | ---------------------------------- | ------------------------------- | ------------ | ----------- | ----------- |
| 23 novembre 2008 | El Ahly Mateur                     | Stade gabésien                  | 1 - 0        |             |             |
| 23 novembre 2008 | Club africain                      | Club sportif de Makthar         | 0 - 0        | 0 - 0       | 4 - 2       |
| 23 novembre 2008 | Association sportive de l'Ariana   | Jendouba Sports                 | 0 - 1        |             |             |
| 23 novembre 2008 | Espérance sportive de Zarzis       | Stade tunisien                  | 0- 2         |             |             |
| 23 novembre 2008 | Étoile olympique de Sidi Bouzid    | Olympique du Kef                | 2 - 1        |             |             |
| 23 novembre 2008 | Dahmani Athlétique Club            | Olympique de Béja               | 1 - 2        |             |             |
| 23 novembre 2008 | Stade sportif gafsien              | Espoir sportif de Hammam Sousse | 0 - 5        |             |             |
| 23 novembre 2008 | El Gawafel sportives de Gafsa      | Sporting Club de Ben Arous      | 1 - 0        |             |             |
| 23 novembre 2008 | Espérance sportive de Tunis        | Avenir sportif de Kasserine     | 3 - 0        |             |             |
| 23 novembre 2008 | Jeunesse sportive de La Soukra     | Avenir sportif de Gabès         | 0 - 2        |             |             |
| 23 novembre 2008 | Jeunesse sportive d'El Omrane      | Croissant sportif de M'saken    | 2 - 1        |             |             |
| 23 novembre 2008 | Sfax railway sport                 | Club athlétique bizertin        | 0 - 1        |             |             |
| 23 novembre 2008 | Stade africain de Menzel Bourguiba | Union sportive de Ben Guerdane  | 1 - 2        |             |             |
| 23 novembre 2008 | El Makarem de Mahdia               | Club sportif sfaxien            | 1 - 1        | 1 - 1       | 2 - 4       |
| 23 novembre 2008 | Club sportif de Hammam Lif         | Union sportive monastirienne    | 0 - 3        |             |             |
| 3 décembre 2008  | Avenir sportif de La Marsa         | Étoile sportive du Sahel        | 0 - 1        |             |             |

### Huitièmes de finale
| Date             | Équipe 1                        | Équipe 2                     | Score 90 min | Score Prol. | Tirs au but |
| 31 janvier 2009  | Jeunesse sportive d'El Omrane   | Avenir sportif de Gabès      | 0 - 1        |             |             |
| 31 janvier 2009  | Club sportif sfaxien            | Jendouba Sports              | 5 - 1        |             |             |
| 1er février 2009 | Étoile sportive du Sahel        | Stade tunisien               | 1 - 0        |             |             |
| 1er février 2009 | Espoir sportif de Hammam Sousse | Union sportive monastirienne | 2 - 3        |             |             |
| 1er février 2009 | Union sportive de Ben Guerdane  | El Ahly Mateur               | 0 - 1        |             |             |
| 1er février 2009 | El Gawafel sportives de Gafsa   | Club athlétique bizertin     | 0 - 1        |             |             |
| 1er février 2009 | Étoile olympique de Sidi Bouzid | Espérance sportive de Tunis  | 0 - 2        |             |             |
| 7 février 2009   | Olympique de Béja               | Club africain                | 0 - 0        | 0 - 0       | 4 - 3       |

### Quarts de finale
| Date          | Équipe 1                    | Équipe 2                     | Score 90 min | Score Prol. | Tirs au but |
| 14 mars 2009  | Avenir sportif de Gabès     | Union sportive monastirienne | 0 - 3        |             |             |
| 15 mars 2009  | Club athlétique bizertin    | El Ahly Mateur               | 2 - 1        |             |             |
| 15 avril 2009 | Espérance sportive de Tunis | Étoile sportive du Sahel     | 1 - 0        |             |             |
| 15 avril 2009 | Club sportif sfaxien        | Olympique de Béja            | 2 - 0        |             |             |

### Demi-finales
| Date       | Équipe 1                    | Équipe 2                     | Score 90 min | Score Prol. | Tirs au but |
| 3 mai 2009 | Espérance sportive de Tunis | Union sportive monastirienne | 2 - 3        |             |             |
| 7 mai 2009 | Club sportif sfaxien        | Club athlétique bizertin     | 1 - 0        |             |             |

### Finale
| Date        | Équipe 1             | Équipe 2                     | Score 90 min | Score Prol. | Tirs au but |
| 23 mai 2009 | Club sportif sfaxien | Union sportive monastirienne | 0 - 0        | 1 - 0       |             |

Le match est arbitré par Slim Jedidi, assisté par Chokri Saâdallah et Kamel Abdelmoumen, ainsi que par Riadh Herzi comme quatrième arbitre.

## Meilleur buteur
Abdelmajid Ben Belgacem de l'Union sportive monastirienne termine meilleur buteur de l'édition avec trois buts.